# Bitwa nad Jeziorem Bodeńskim
Bitwa nad Jeziorem Bodeńskim – starcie zbrojne, które miało miejsce w roku 355 n.e.
Zakończywszy z sukcesem wojnę domową z Magnencjuszem, Konstancjusz II mógł wreszcie rozprawić się z zagrażającymi mu od północy Alamanami, którzy coraz częściej pustoszyli ziemie Recji (obecnie Tyrol). Do rozprawy z Germanami cesarz wysłał wojsko dowodzone przez dowódcę jazdy Arbitiona. Rzymianie pomaszerowali wzdłuż brzegów Jeziora Bodeńskiego, gdzie wpadli w zasadzkę Germanów. W tej sytuacji ludzie Arbitiona wycofali się do obozu wojskowego, gdzie następnego dnia zostali okrążeni przez przeciwnika.
Część wojska dokonała wkrótce samowolnego wypadu z obozu, jednakże Germanie odparli atak. Wtedy z pomocą ruszyły pozostałe oddziały Rzymian z obozu. Dzięki wsparciu jazdy rzymskiej bitwa zakończyła się porażką Alamanów. Germanie rzucili się do ucieczki, co wykorzystali Rzymianie, rozbijając całkowicie uciekającego wroga. Dzięki temu zwycięstwu zagrożenie ze strony Germanów zostało na jakiś czas zażegnane, a cesarz mógł zająć się sprawami Galii.